# Aminata Sylla-Le Bouard
Aminata Sylla-Le Bouard (* 19. April 1984 als Aminata Sylla) ist eine ehemalige senegalesische Leichtathletin, die im Sprint und im Mittelstreckenlauf an den Start ging.

## Sportliche Laufbahn
Erste internationale Erfahrungen sammelte Aminata Sylla-Le Bouard vermutlich im Jahr 2001, als sie bei den Jugendweltmeisterschaften in Debrecen in der ersten Runde im 800-Meter-Lauf disqualifiziert wurde und mit der senegalesischen Sprintstaffel (1000 Meter) mit 2:25,40 min im Vorlauf ausschied. Im Jahr darauf erreichte sie bei den Juniorenweltmeisterschaften in Kingston mit der 4-mal-400-Meter-Staffel das Finale, konnte dort aber nicht mehr an den Start gehen. 2003 siegte sie in 2:15,78 min über 800 Meter bei den Juniorenafrikameisterschaften in Garoua und sicherte sich mit der 4-mal-400-Meter-Staffel in 3:48,84 min die Bronzemedaille. Im Jahr darauf belegte sie bei den Afrikameisterschaften in Brazzaville in 2:11,72 min den fünften Platz über 800 Meter und 2005 gelangte sie bei den Spielen der Frankophonie in Niamey mit 59,67 s auf Rang vier im 400-Meter-Hürdenlauf. 2011 schied sie bei den Afrikaspielen in Maputo mit 54,53 s im Halbfinale im 400-Meter-Lauf aus und gewann mit der Staffel in 3:32,21 min gemeinsam mit Mame Fatou Faye, Ndèye Fatou Soumah und Amy Mbacké Thiam die Silbermedaille hinter dem nigerianischen Team. 2013 beendete sie dann ihre aktive sportliche Karriere im Alter von 28 Jahren.
2004 wurde Sylla-Le Bouard senegalesische Meisterin im 800-Meter-Lauf.

## Persönliche Bestzeiten
- 400 Meter: 54,05 s, 4. Juli 2010 in La Chaux-de-Fonds
- 800 Meter: 2:10,44 min, 3. Juli 2004 in Tunis
- 400 m Hürden: 58,36 s, 18. Juni 2005 in Nizza